# Komlós Juci
Komlós Juci (Szabadka, 1919. február 10. – Budapest, 2011. április 5.) a Nemzet Színésze címmel kitüntetett Jászai Mari-díjas magyar színművésznő, érdemes művész, a Halhatatlanok Társulatának örökös tagja. Komlós Vilmos és Pintér Irma színészek gyermeke, Komlós András színész testvére, Földessy Géza színész, színházi rendező és színigazgató felesége, Földessy Margit színművész édesanyja.

## Családja
Édesapja, Komlós Vilmos (1893–1959) nagyszerű komikus volt, aki évekig játszotta óriási népszerűséggel Sajó szerepét a Hacsek és Sajó című bohózatokban párjával, Herczeg Jenővel.
Édesanyja Pintér Irma (1895–1970) színésznő (komika) volt. Férje mellett játszott 1933-ban a Vica a vadevezős című filmben. Testvére Komlós András, nagybátyja a Jászai Mari-díjas érdemes művész, Tyll Attila volt.
Férje, Földessy Géza (1905–2001) színészként és színházigazgatóként is tevékenykedett. Pályája során minden szerepkörben fellépett. 1948-ban külföldre települt, és Münchenben színházat alapított. Férje disszidálása miatt Komlós Jucit retorziók érték itthon. Elváltak.
Gyermeke Földessy Margit, Balázs Béla-díjas színésznő. A Földessy Margit Színjáték- és Drámastúdió (IBS Színpad) színházi vezetője volt.
Unokája Galántai Márk, aki elektronikus zenével foglalkozik és rendezvényszervező. Dédunokája Galántai Laura. „Margitkám, a lányom szokta emlegetni, hogy ő anyaváró gyerek volt. Ebből kitalálható, hogy nagymamaként volt mit törlesztenem. Akkor már nem is volt annyira fontos a pálya, úgyhogy tőlem telhetően igyekeztem is. Én voltam a legjobb cinkosa Márk unokámnak, aki lehet, hogy éppen ezért nem lett színész. Viszont a dédunokám, Laura minden megnyilatkozásában ott látom az őskomédiást.” „A Szomszédok egyik fejezetében az egyik jelenetben valódi család lépett a kamera elé. Takácsné, a népszerű Lenke néni (azaz Komlós Juci) saját lányával, Földessy Margit színésznővel és annak fiával, Galántai Márkkal együtt szerepelt.”

## Életpályája
Pestszentlőrincen, az egykori Állami lakótelepen lakott és a Gulner Gyula utcai Általános Iskolában kezdte tanulmányait. Rózsahegyi Kálmán színművészeti iskolájában végzett 1935-ben. Először a Király Színházhoz szerződött, majd Szegeden, Miskolcon, a Szabad Színházban és a Fővárosi Operettszínházban is játszott. 1947 után a Művész Színház, a Magyar Színház és a Vidám Színpad művésze lett. 1952-ben a Magyar Néphadsereg Színházában, 1957-től a József Attila, 1965-től kezdve pedig a Thália Színházban lépett fel. 1977 óta a Nemzeti Színház tagja. Eleinte naiva- és szubrettszerepeket játszott, később jelentős karakterszínésznővé vált. A színház mellett számos jelentős filmben szerepelt, így például az Aranyemberben is. A közönség jól ismerhette a Szomszédok című teleregény Lenke nénijeként. A Színház és Filmművészeti Egyetem 2005-ben – munkássága elismeréseként – felmentette az órák látogatásának kötelezettsége alól és kiállította neki a színész-diplomát.

## Színházi szerepei

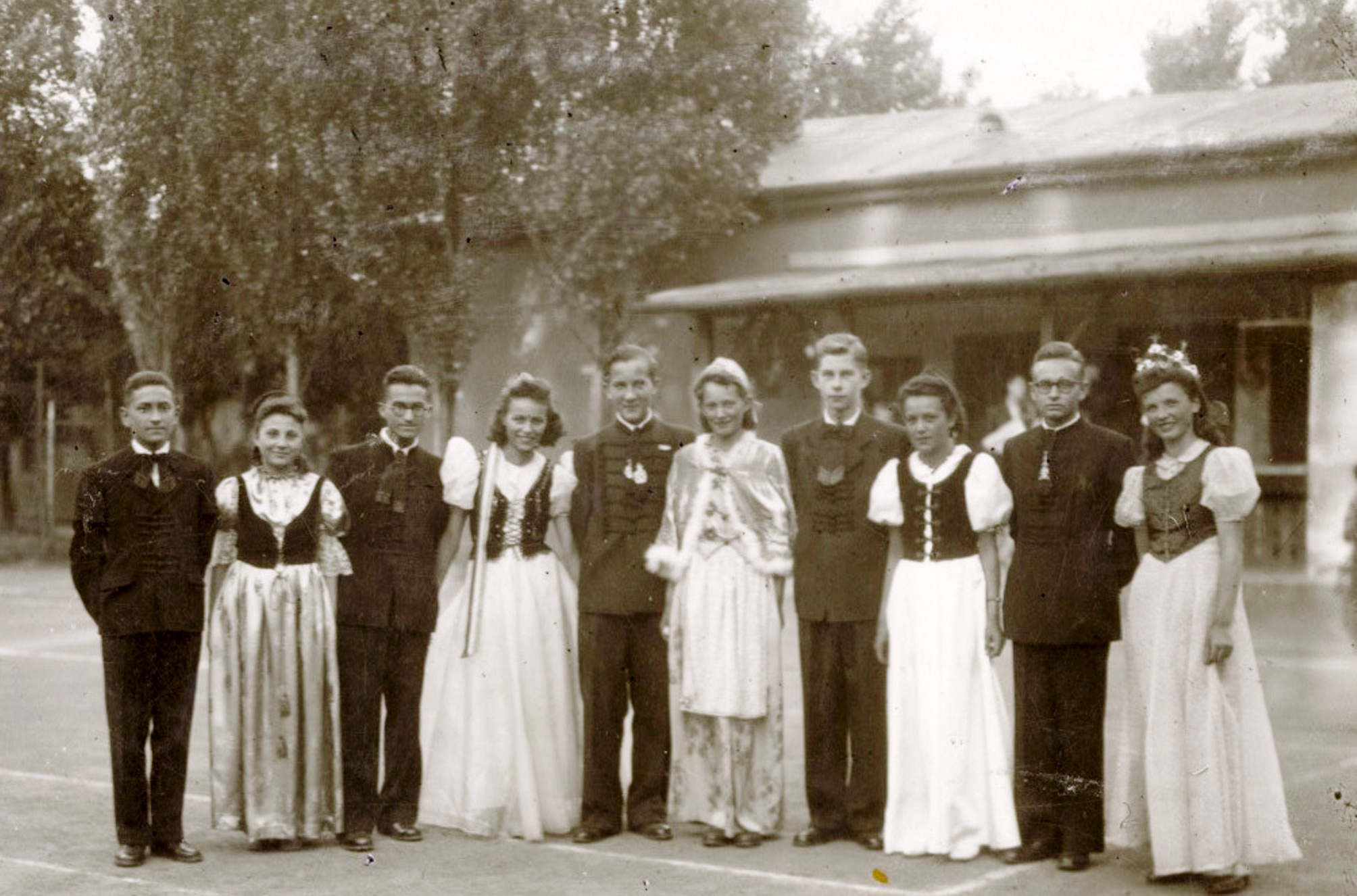
Komlós Juci (balról az első nő) és barátai Pestszentlőrincen, az Állami lakótelepi kultúrház előtt

A Színházi adattárban regisztrált bemutatóinak száma (1947–): 85. Ugyanitt negyvenkét színházi fotón is látható.
- Szakonyi Károly: Adáshiba... Bódogné
- Shakespeare: Hamlet... Ophélia
- Ifj. Alexandre Dumas: A kaméliás hölgy... Gauthier Margit
- Móricz: Légy jó mindhalálig... Nyilas Misi
- Robert Thomas: Nyolc nő... Mamy, a nagymama
- Edmund Rostand: Cyrano de Bergerac... Roxane
- Bakonyi–Kacsóh: János vitéz... Iluska
- Brecht–Weill: Koldusopera... Polly
- Lavrenyov: Leszámolás... Tatjana
- Heltai: A néma levente... Zilia
- Harsány: A bolond... Ársayné
- Sardou–Csanak Béla–Szenes Iván: Váljunk el... Cyprienne
- Sardou: A szókimondó asszonyság... Hübscher Kata
- Lope de Vega: A kertész kutyája... Diana
- Thomas Mann–Krystina Skuszanka: Mario és a varázsló... Angiolieriné
- Tóth Ede: A falu rossza... Finum Rózsi
- Fejes: Mocorgó... Klein néni
- Agatha Christie: A vád tanúja... Miss Plimsoll[10]
- Örkény István: Macskajáték... Cs. Bruckner Adelaida (hang)[11]

## Filmjei

### Játékfilmek
- Barátságos arcot kérek! (1935) – Micike
- Forog az idegen (1936)
- Kis Katalin házassága (1950) – Lujzi
- Vihar (1951) – Csonka Mária, a gépállomás igazgatója
- Semmelweis (1952) – Semmelweisné
- A harag napja (1953) – Magda
- Rokonok (1954) – Adél, Kopjáss István húga
- Az élet hídja (1955) – A gyermekével szaladó nő, aki lekési a kompot
- A megfelelő ember (1959) – Csabai Ilona tanárnő
- Szerelem csütörtök (1959) – Aranka néni, Máró felesége
- Próbaút (1960) – Takács Aranka
- Négyen az árban (1961) – Farkasné
- Az aranyember (1962) – Teréza
- Esős vasárnap (1962) – Ági anyja
- Fagyosszentek (1962) – Czimerné, Olga
- Húsz évre egymástól (1962) – Bálint Istvánné
- Özvegy menyasszonyok (1964) – Gajdán Éva főnöke
- Beszélő (1967)
- Együtt (1971, rövid játékfilm) – Alezredesné
- Lányarcok tükörben (1972) – Vendég a presszóban
- A szerelem hétköznapjai (1973)
- A tanévzáró (1975, rövid játékfilm) – Szülő
- Kísértés (1977) – Trafikos nő
- BUÉK! (1978) – Személyzetis
- Aranyidő (1985)

### Tévéfilmek, televíziós sorozatok
- Másnap (1958) – Lili
- Kisunokám (1960) – Nyina Alekszandrovna, énektanárnő
- Prakovszky a siket kovács (1963)
- Példázat 1–3. (1964) – Sztepkóné
- Nadrág és szerelem (1965)
- Princ, a katona (1966) – Pancsa anyja
- Bors (1968) – Börtönigazgató főnővér
- Holtág (1968) – Balatináczné
- Valaki csenget (1968) – Margitka, Korpás felesége
- Kalevala (1969)
- Ászja (1971)
- Öt férfi komoly szándékkal (1971)
- Poldini úr (1971)
- Villa a Lidón (1971)
- Az ember melegségre vágyik (1972) – Irénke
- Kiskirályok 1–2. (1972) – Mme Doury
- A bolondok grófja (1973) – Márta
- Lázadók (1973) – Pethőné
- Zenés TV Színház (1973)

- Ejnye, Cecília! (1973) – anyós
- A szüzek városa (1973) – Mrs. Richards
- Felelet 1–8. (1974) – Neiselné
- A peleskei nótárius (1975) – nótáriusné
- Magyarország 1849 (1975)
- Néhány első szerelem története (1975)
- Százéves asszony (1975) – Mama (Palicsiné anyja)
- Tisztesség minden áron (1975) – Guiguitte
- Házasságszédelgő (1976)
- Kisfiúk és nagyfiúk (1976)
- Az ész bajjal jár (1977)
- Családi kör (1977–1981)
- Petőfi 1–6. (1977) – Fogasné
- Z. szerkesztő emlékezetes esetei 1–5. (1977)
- A Zebegényiek (1978) – nagymama
- Ítélet előtt – 1. rész: Baleset (1978)
- Mire megvénülünk 1–6. (1978) – nagymama (3 részben)
- Az örök Don Juan (1979)
- A gyilkos köztünk van (1980) – Mamy
- Gazdag szegények (1980) – Kömény Zsuzsa
- A hamu alatt (1981)
- A legnagyobb sűrűség közepe (1981)
- Tündér Lala (1981) – Kencefice
- Glória (1982)
- Vásár (1982)[12]
- Az emlékmúzeum (1983)
- Mint oldott kéve 1–7. (1983) – Berthe néni
- Kismaszat és a Gézengúzok (1984) – Horváth néni, Hajdú szomszédja
- Különös házasság 1–4. (1984) – Bernátné
- Lakótelepi mítoszok (1985)
- Magyar karrier (1985)
- Míg új a szerelem (1985) – Toledó grófné
- Egy gazdag hölgy szeszélye (1987) – Keserűné Balla Irén
- Micike és az Angyalok (1987) – Angyal nagymama
- Szomszédok (1987–1999) – Takács Lenke
- Birtokos eset (1989)

### Rajzfilmek
- Gréti…! (egy kutya feljegyzései) (1986) – Mária (Idős hölgy) (hang)
- Macskafogó (1986) – Banki ügyfél (hang)

## Szinkronszerepei

### Filmek
| Év   | Cím                                                                    | Szereplő                             | Színész               | Szinkron év |
| ---- | ---------------------------------------------------------------------- | ------------------------------------ | --------------------- | ----------- |
| 1928 | Dzsingisz kán utóda                                                    | A parancsnok felesége                | L. Belinszkaja        | 1974        |
| 1931 | Marius (1. magyar szinkron)                                            | Honorine Cabanis                     | Alida Rouffe          | 1974        |
| 1932 | Fanny                                                                  | Honorine Cabanis                     | Alida Rouffe          | 1974        |
| 1932 | Sanghaj expressz                                                       | Mrs. Haggerty                        | Louise Closser Hale   | 1980        |
| 1934 | Az utolsó milliárdos                                                   | Királynő                             | Marthe Mellot         | 1976        |
| 1936 | A kaméliás hölgy                                                       | Prudence Duvernoy                    | Laura Hope Crews      | 1973        |
| 1936 | César                                                                  | Monorine Cabanis                     | Alida Rouffe          | 1974        |
| 1936 | Charlie Chan titka                                                     | Henrietta Lowell                     | Henrietta Crosman     | 1986        |
| 1937 | Csillag születik                                                       | Lettie néni                          | May Robson            | 1989        |
| 1938 | A pék felesége                                                         | Céleste, a pap szobalánya            | Alida Rouffe          | 1972        |
| 1944 | A gyanúsított                                                          | Cora, Philip felesége                | Rosalind Ivan         | 1974        |
| 1944 | Gázláng                                                                | Miss Bessie Thwaites                 | Dame May Whitty       | 1978        |
| 1948 | A repülő szekrény (1. magyar szinkron)                                 | Madame Coufignac                     | Germaine Kerjean      | 1981        |
| 1949 | Fiúk, lányok, kutyák                                                   | N/A                                  | N/A                   | 1981        |
| 1952 | Pickwick Klub                                                          | Rachel Wardle                        | Kathleen Harrison     | 1965        |
| 1954 | Carmen Jones                                                           | N/A                                  | N/A                   | 1980        |
| 1954 | Jóban-rosszban                                                         | ?                                    | ?                     | 1963        |
| 1954 | Mulató a Montmartre-on (2. magyar szinkron)                            | Prunelle                             | Pâquerette            | 1980        |
| 1955 | Két kapitány                                                           | Maria Vasziljevna                    | Inna Kondratyeva      | 1956        |
| 1957 | Fecske küldetése                                                       | Vera                                 | Tamara Aljosina       | 1958        |
| 1960 | A kalandor                                                             | Agathe Rouget / Brideau              | Erika Pelikowsky      | 1961        |
| 1960 | Egy asszony meg a lánya (2. magyar szinkron)                           | Cesira                               | Sophia Loren          | 1981        |
| 1960 | Gyógyultan elbocsájtva                                                 | N/A                                  | N/A                   | 1964        |
| 1960 | Psycho                                                                 | Norma Bates, Norman anyja (hang)     | Jeanette Nolan        | 1984        |
| 1961 | A világ minden aranya (1. magyar szinkron)                             | N/A                                  | N/A                   | 1962        |
| 1961 | Az álnok papagáj                                                       | Mama                                 | Irene Handl           | 1964        |
| 1961 | Az elhagyott férj                                                      | Margarete Bach                       | Helga Raumer          | 1963        |
| 1961 | Az utolsó ítélet (1. magyar szinkron)                                  | Madame Martin                        | Blanchette Brunoy     | 1963        |
| 1961 | Ilyen hosszú távollét                                                  | N/A                                  | N/A                   | 1982        |
| 1961 | Két szoba összkomfort                                                  | Tatjana Ivanova, Anatolij felesége   | Zoja Fjodorova        | 1962        |
| 1961 | Mamlock professzor                                                     | Ellen Mamlock                        | Ursula Burg           | 1961        |
| 1961 | Reszkessen, aki él!                                                    | Emily néni                           | Esma Cannon           | 1979        |
| 1963 | Egy kis csibész viszontagságai (1. magyar szinkron)                    | Madame Martin                        | Blanchette Brunoy     | 1965        |
| 1963 | Elveszett nyár                                                         | Dása néni                            | Zoja Fjodorova        | 1965        |
| 1963 | Hintaszék a kandallónál                                                | Emmie                                | Lisa Helwig           | 1971        |
| 1963 | Leleményes asszonyságok                                                | N/A                                  | N/A                   | 1969        |
| 1964 | Ébredjetek és énekeljetek!                                             | Bessie                               | Inge Meysel           | 1964        |
| 1964 | Tökmagevő                                                              | Mrs. James, Jo anyja                 | Rosalind Atkinson     | 1982        |
| 1965 | Falstaff (2. magyar szinkron)                                          | Sürge asszony                        | Margaret Rutherford   | 1979        |
| 1965 | Undine                                                                 | Eugenie                              | Gefion Helmke         | 1972        |
| 1967 | Hálaadó ünnepi vendég                                                  | Miss Sook                            | Geraldine Page        | 1977        |
| 1967 | Kétszemélyes ketrec (2. magyar szinkron)                               | Anyuka                               | Marie Rosůlková       | 1986        |
| 1967 | A Kreml toronyórája                                                    | Lidia Mihajlovna Zabelina            | Alla Tarasova         | 1971        |
| 1968 | A nagy várakozások                                                     | Miss Havisham                        | Madeleine Renaud      | 1982        |
| 1968 | Caroline, drágám                                                       | N/A                                  | N/A                   | 1978        |
| 1968 | Feketeszakáll szelleme                                                 | Emily Stowecroft                     | Elsa Lanchester       | 1970        |
| 1968 | Hétszer hét (első-két magyar szinkron)                                 | Miss Higgins                         | Gladys Dawson         | 1970        |
| 1968 | Hétszer hét (első-két magyar szinkron)                                 | Miss Higgins                         | Gladys Dawson         | 1991        |
| 1968 | Ördögöt a farkánál (1. magyar szinkron)                                | A márkinő                            | Madeleine Renaud      | 1978        |
| 1968 | Serafino                                                               | Gesuina néni                         | Nerina Montagnani     | 1982        |
| 1969 | A pénznek nincs szaga                                                  | Aline néni                           | Hélene Dieudonné      | 1977        |
| 1969 | Bindelmann kolléga                                                     | Frau Recknitz                        | Trude Breitschopf     | 1972        |
| 1969 | Mi történt Alice nénivel? (1. magyar szinkron)                         | Mrs. Alice Dimmock                   | Ruth Gordon           | 1985        |
| 1969 | Uraim, megöltem Einsteint! (1. magyar szinkron)                        | ?                                    | ?                     | 1970        |
| 1970 | A fekete tulipán                                                       | Isaac Boxtel                         | Wolfe Morris          | 1975        |
| 1970 | De én nem akarok megnősülni!                                           | Hallie                               | Kay Medford           | 1973        |
| 1970 | Fehérmellényes urak                                                    | Elisabeth Zenker                     | Agnes Windeck         | 1977        |
| 1970 | Folytassa a szerelmet! (1. magyar szinkron)                            | N/A                                  | N/A                   | 1980        |
| 1970 | Négy gyilkosság elég lesz, kedvesem!                                   | Harringtonné                         | Marie Rosůlková       | 1971        |
| 1970 | Sherlock Holmes magánélete (1. magyar szinkron)                        | Nő a tolószékben                     | Catherine Lacey       | 1972        |
| 1970 | Tombol a hold                                                          | Mrs. Matthews, Jill anyja            | Constance Chapman     | 1976        |
| 1971 | Az Anderson-magnószalagok                                              | Mrs. Hathaway                        | Judith Lowry          | 1979        |
| 1971 | Az Androméda-törzs (1. magyar szinkron)                                | Clara Dutton                         | Frances Reid          | 1973        |
| 1971 | Farkasok és bárányok                                                   | Meropa                               | Hilde Hildebrand      | 1976        |
| 1971 | Harold és Maude                                                        | Maude                                | Ruth Gordon           | 1991        |
| 1972 | Alfredo, Alfredo                                                       | Carolina anyja                       | Clara Colosimo        | 1974        |
| 1972 | Luxemburg grófja                                                       | Stasa Kokozow                        | Jane Tilden           | 1975        |
| 1972 | Tizenkét hónap (1. magyar szinkron)                                    | N/A                                  | N/A                   | 1975        |
| 1973 | A fenevad                                                              | Nagymama                             | Aliman Dzsangorozova  | 1979        |
| 1973 | A gyalogjáró (1. magyar szinkron)                                      | Lady Gray                            | Peggy Ashcroft        | 1978        |
| 1973 | Amarcord                                                               | Művészettanár                        | Fides Stagni          | 1984        |
| 1973 | Az ügyefogyott Rómeó                                                   | N/A                                  | N/A                   | 1975        |
| 1974 | A kicsi kocsi újra száguld (2. magyar szinkron)                        | Jackson néni                         | Helen Hayes           | 1992        |
| 1974 | Gyere elő, gyere elő… (1. magyar szinkron)                             | Miss Pendy                           | Molly Weir            | 1984        |
| 1974 | Leonie                                                                 | Clara Grey                           | Rosamund Greenwood    | 1980        |
| 1974 | Szenzáció! (1. magyar szinkron)                                        | Jennie, a takarítónő                 | Doro Merande          | 1980        |
| 1975 | A sors iróniája                                                        | Gálja, Lukasin anyja                 | Ljubov Dobrzsanszkaja | 1977        |
| 1975 | A szerelem rabja (1. magyar szinkron)                                  | Ljubov Andrejevna, Olga anyja        | Vera Kuznyecova       | 1977        |
| 1975 | Burattino kalandjai                                                    | N/A                                  | N/A                   | 1980        |
| 1975 | Fiaim otthona                                                          | Gorecka                              | Zofia Jaroszewska     | 1977        |
| 1975 | Francia kapcsolat 2.                                                   | Öreg hölgy a Hotel de Tanger-ben     | Cathleen Nesbitt      | 1992        |
| 1975 | Jenny Treibel asszony                                                  | N/A                                  | N/A                   | 1978        |
| 1975 | Maigret felügyelő nyomoz – IX/1. rész: Maigret és a bolond öregasszony | Mme de Caramé                        | Hélène Dieudonné      | 1978        |
| 1975 | Tetthely – 50. rész: Vodka tonikkal                                    | Koenen asszony                       | Lil Dagover           | 1983        |
| 1975 | Ünneplés                                                               | Mrs. Shaw                            | Constance Chapman     | 1983        |
| 1976 | A kívánság fája (1. magyar szinkron)                                   | Maradia                              | Szeszilija Takaisvili | 1982        |
| 1976 | Fogat fogért                                                           | Antonia                              | Yvette Maurech        | 1978        |
| 1976 | Meghívás egy gyilkos vacsorára                                         | Miss Withers                         | Estelle Winwood       | 1977        |
| 1976 | Miért sírsz, Tuong Vi?                                                 | Tuan anyja                           | Bach Tra              | 1988        |
| 1976 | Muppet Show – I/1. rész: Juliet Prowse                                 | Hilda (hang)                         | Eren Ozker            | 1979        |
| 1976 | Muppet Show – I/3. rész: Joel Grey                                     | Hilda (hang)                         | Eren Ozker            | 1979        |
| 1976 | Muppet Show – I/12. rész: Peter Ustinov (1. magyar szinkron)           | Hilda (hang)                         | Eren Ozker            | 1979        |
| 1976 | Muppet Show – I/13. rész: Bruce Forsyth                                | Hilda (hang)                         | Eren Ozker            | 1979        |
| 1976 | Nappali vonat                                                          | Jelizaveta Mihajlovna                | Rimma Bykova          | 1978        |
| 1976 | Nem olyan, mint a többi este                                           | Vásárló                              | Eva Maria Bauer       | 1979        |
| 1976 | Szarvacska-manócska (1. magyar szinkron)                               | Nagymama                             | Jevdokija Alekszejeva | 1977        |
| 1976 | Zina                                                                   | N/A                                  | N/A                   | 1976        |
| 1976 | Zofia                                                                  | Zofia                                | Ryszarda Hanin        | 1983        |
| 1977 | A kapitány kincse (1. magyar szinkron)                                 | Lady St. Edmund                      | Helen Hayes           | 1992        |
| 1977 | A szakácsversenyre jöttek                                              | N/A                                  | N/A                   | 1982        |
| 1977 | Állhatatos férj                                                        | Mamy                                 | Denise Grey           | 1982        |
| 1977 | Az ész bajjal jár                                                      | N/A                                  | N/A                   | 1986        |
| 1977 | Az exfeleség                                                           | N/A                                  | N/A                   | 1981        |
| 1977 | Édeni történet                                                         | Sarah                                | Lisa Helwig           | 1983        |
| 1977 | Vállalom, főnök!                                                       | Nagymama                             | Marie Rosůlková       | 1979        |
| 1977 | Wuthenow kapitány                                                      | Marguerite néni                      | Marga Legal           | 1978        |
| 1978 | Halál a Níluson (1. magyar szinkron)                                   | Marie Van Schuyler                   | Bette Davis           | 1984        |
| 1978 | Hanuma                                                                 | Anus                                 | Marina Adasevszkaja   | 1983        |
| 1979 | A mama 100 éves                                                        | Mama                                 | Rafaela Aparicio      | 1987        |
| 1979 | A wilkói kisasszonyok                                                  | N/A                                  | N/A                   | 1980        |
| 1979 | Az óra                                                                 | Asszony                              | N/A                   | 1986        |
| 1979 | Az újságíró                                                            | N/A                                  | N/A                   | 1984        |
| 1979 | Kései szerelem                                                         | Margarete Gmeiner                    | Ehmi Bessel           | 1982        |
| 1979 | Késői szerelem                                                         | Gracie Schwartz                      | Mary Martin           | 1984        |
| 1979 | Piedone 4.: Piedone Egyiptomban (1. magyar szinkron)                   | Maria asszony                        | Ester Carloni         | 1980        |
| 1980 | A hétszáz éves titok                                                   | Csarskaja                            | Jevdokija Uruszova    | 1981        |
| 1980 | A hótündér (1. magyar szinkron)                                        | Katyerina                            | Ljudmila Sagalova     | 1982        |
| 1980 | Airplane!                                                              | Öngyilkos öreg hölgy                 | Ann Nelson            | 1987        |
| 1980 | Kaparj kurta… (1. magyar szinkron)                                     | Bozena, Novák felesége, raktárvezető | Stella Zázvorková     | 1982        |
| 1980 | Martha                                                                 | Mary                                 | Mary Kerridge         | 1986        |
| 1980 | Meghökkentő mesék – III/2. rész: Tájkép tanyával                       | Hazel                                | Jessie Matthews       | 1986        |
| 1980 | Örökség                                                                | Teréz                                | Perczel Zita          | 1980        |
| 1980 | Összezárva egy vonaton                                                 | Messner asszony                      | Peggy Ashcroft        | 1982        |
| 1980 | Tejszín a kávémban                                                     | Jean Wilsher                         | Peggy Ashcroft        | 1988        |
| 1981 | A kis egyszarvú (rajzfilm)                                             | Öregasszony (hang)                   | N/A                   | 1985        |
| 1981 | Alberta és Alice                                                       | Teresina néni                        | Ida Ehre              | 1985        |
| 1981 | Egy komp elmegy                                                        | Mrs. Massie                          | Joan Hickson          | 1984        |
| 1981 | Ház a határon                                                          | Anyós                                | Elzbieta Dankiewicz   | 1985        |
| 1981 | Két férfi, egy eset – I/5. rész: Az örökös                             | Sophie Franke                        | Ida Ehre              | 1985        |
| 1981 | Kopogós römi                                                           | Fonsia Dorsey                        | Jessica Tandy         | 1987        |
| 1981 | Ragtime                                                                | Mrs. Thaw                            | Eloise Taylor         | 1985        |
| 1982 | A Vörös Pimpernel                                                      | Lulu néni                            | Joanna Dickens        | 1988        |
| 1982 | Airport 2000                                                           | Mrs. Harvey                          | Jocelyn Brando        | 1989        |
| 1982 | Cymbeline                                                              | Jósnő                                | Patricia Hayes        | 1987        |
| 1982 | Finom kis korlátolt felelősségű társaság                               | Else                                 | Elisabeth Bergner     | 1985        |
| 1982 | Spagetti-ház                                                           | N/A                                  | N/A                   | 1983        |
| 1983 | A jégmadár (1. magyar szinkron)                                        | Evelyn                               | Wendy Hiller          | 1985        |
| 1983 | Pygmalion                                                              | Mrs. Higgins                         | Frances Hyland        | 1987        |
| 1983 | Szexmisszió                                                            | Julia Novack                         | Barbara Ludwiżanka    | 1985        |
| 1983 | Tévedések vígjátéka                                                    | Aemilia                              | Wendy Hiller          | 1987        |
| 1984 | A csoda vége                                                           | Kamilla                              | Vlasta Fabiánová      | 1984        |
| 1984 | A sznob                                                                | Christian anyja                      | Gudrun Genest         | 1985        |
| 1984 | Ahol a zöld hangyák álmodnak                                           | Miss Strehlow                        | Colleen Clifford      | 1989        |
| 1984 | Elutasítás                                                             | Alan anyja                           | Peggy Aitchison       | 1987        |
| 1985 | A Coca-Cola kölyök (1. magyar szinkron)                                | Mrs. Haversham                       | Colleen Clifford      | 1986        |
| 1985 | Egy nő vagy kettő (1. magyar szinkron)                                 | Mrs. Heffner                         | Ruth Westheimer       | 1986        |
| 1985 | Gyilkosság tükrökkel (1. magyar szinkron)                              | Miss Jane Marple                     | Helen Hayes           | 1989        |
| 1985 | Minőségi csere                                                         | Angelina                             | Silvia Planas         | 1986        |
| 1986 | Kedves Arthur                                                          | Louise                               | Else Quecke           | 1988        |
| 1987 | A Beiderbecke-felvételek                                               | Sylvia                               | Beryl Reid            | 1989        |
| 1988 | Éjszakai tűz                                                           | Nagymama                             | Ruth Hoffmann         | 1990        |
| 1988 | Willow                                                                 | Fin Raziel                           | Patricia Hayes        | 1989        |
| 1989 | Nőstényördög (1. magyar szinkron)                                      | Mrs. Trumper                         | Mary Louise Wilson    | 1991        |

### Sorozatok
| Év        | Cím                                           | Szereplő                      | Színész           | Szinkron év |
| --------- | --------------------------------------------- | ----------------------------- | ----------------- | ----------- |
| 1972      | Parasztok                                     | Marcjanna „Dominikowa” Paczes | Jadwiga Chojnacka | 1974        |
| 1973      | Kojak I. (1. magyar szinkron)                 | Dr. Irene Benton              | Peggy Feury       | 1978        |
| 1973–1976 | Slágerhírlap                                  | Rose Renée Roth               | Rose Renée Roth   | 1981        |
| 1977      | Columbo VII.                                  | Abigail Mitchell              | Ruth Gordon       | 1993        |
| 1977      | Derrick IV. (1. magyar szinkron)              | Heckerné                      | Ursula Grabley    | 1982        |
| 1978      | A bábu 1–9.                                   | Zaslawska                     | Zofia Jaroszewska | 1980        |
| 1979      | Latin-Amerikában írták                        | Mama                          | Luise Rodrigo     | 1982        |
| 1980      | Ma egy házban                                 | Soucková asszony              | Marie Rosůlková   | 1985        |
| 1982      | Tom, Dick és Harriet                          | Harriet anyja (3 részben)     | Hazel Bainbridge  | 1991        |
| 1988      | Clarence 1–6.                                 | Mrs. Titheridge               | Gwen Nelson       | 1991        |
| 1994      | Sherlock Holmes emlékiratai : A háromormú ház | Mary Maberley                 | Mary Ellis        |             |

### Miss Marple-filmográfia
| Év   | Cím                                         | Szereplő         | Színész      | Szinkron év |
| ---- | ------------------------------------------- | ---------------- | ------------ | ----------- |
| 1984 | Holttest a könyvtárszobában                 | Miss Jane Marple | Joan Hickson | 1987        |
| 1984 | A láthatatlan kéz                           | Miss Jane Marple | Joan Hickson | 2001        |
| 1984 | Gyilkosság meghirdetve                      | Miss Jane Marple | Joan Hickson | 1987        |
| 1984 | Egy marék rozs                              | Miss Jane Marple | Joan Hickson | 1987        |
| 1986 | Gyilkosság a paplakban (1. magyar szinkron) | Miss Jane Marple | Joan Hickson | 1992        |
| 1986 | Takard el az arcát!                         | Miss Jane Marple | Joan Hickson | 2003        |
| 1986 | A Bertram Szálló (első-két magyar szinkron) | Miss Jane Marple | Joan Hickson | 1988        |
| 1986 | A Bertram Szálló (első-két magyar szinkron) | Miss Jane Marple | Joan Hickson | 2003        |
| 1986 | Nemezis (1. magyar szinkron)                | Miss Jane Marple | Joan Hickson | 1989        |

## Hangjáték
- Szász Péter-Vajda István: Hová parancsolja? (1948)
- Katajev, Valentin: Egy nap az üdülőben (1949)
- László Miklós: Öt ajándék (1951)
- Gál-György Sándor: Beethoven (1952)
- László Endre: Mac Kinley küldetése (1952)
- Lukovszkij: Az örök éjszaka titka (1952)
- Rudyard Kipling: A dzsungel könyve (1952)
- Harald Hauser: A weddingi per (1953)
- Hunyady József: A nép tudósa (1953)
- Silova, Bohumilova: Emberek papírból (1953)
- Kocsonya Mihály házassága (1957)
- Kreutzer Sándor: A Szél Folyó völgye (1958)
- Cao Jü: Zivatar (1959)
- Hendrick Klára–Tasnádi Éva: Utazás a széllel bélelt papucsban (1959)
- Vidor Miklós: A meglepetés (1961)
- Alekszej Arbuzov: Az elveszett fiú (1962)
- Gál Zsuzsa: Vaszilij herceg (1962)
- Gyárfás Miklós: Kisasszonyok a magasban (1962)
- Passuth László: A holtak nem harapnak (1962)
- Viktor Rozov: A-B-C-D... (1962)
- Neményi Kázmér: Mosolygó Itália (1963)
- Egner, Thorbjorn: Három rabló (1964)
- Karinthy Ferenc: Hátország (1964)
- Leonov, Leonid: Hóvihar (1964)
- Maugham, Sommerset: Az ördög sarkantyúja (1964)
- Rodari-Sardarelli: A vágy füve (1964)
- David Turner: Mr. Midway vasárnapja (1964)
- Bálint Ágnes: Szeleburdiék nyaralnak (1965)
- Grozdana Olujić: A szerelemre szavazok (1965)
- Günther Eich: A viterbói lányok (1965)
- Fésűs Éva: A csodálatos nyúlcipő (1965)
- Révész Tibor: Királyi trón (1965)
- Révész Tibor: Tekintetes közigazgatás! (1965)
- Kuznyecov: Itthon (1966)
- Radványi Dezső: A sánta kutya (1966)
- Giles Cooper: A sültgalamb (1968)
- Révész Tibor: Magas diplomácia (1968)
- Zoltán Péter: A legendás szalmakalap (1968)
- Németh László: II. József (1970)
- Gábor Andor: Dollárpapa (1971)
- Gogol: A szorocsinci vásár (1972)
- "Kóborlásaim idején..." (1972)
- Alexandr Misarin: A feladatot vállalom (1975)
- Balassi Bálint: Szép magyar komédia (1976)
- Urbán Gyula: Ping és Pong a két kicsi pingvin (1976)
- Zala Zsuzsa: Matróz Jack (1976)
- Kiritescu, Alexandru: Szarkafészek (1977)
- Leonyid Leonov: Jevgenyija Ivanovna (1977)
- Victor Hugo: Nyomorultak (1978)
- Szamuil Aljusin: Ha hinni tudnál (1979)
- Kurucz Gyula: Úriemberek (1980)
- Szigligeti Ede: Liliomfi (1980)
- Tatay Sándor: Kinizsi Pál (1980)
- Bárány Tamás: Egy boldog família (1983)
- Walter Scott: A lammermoori nász (1985)

## Elismerései
- Jászai Mari-díj (1957)
- Érdemes művész (1960)
- SZOT-díj (1989)
- Erzsébet-díj (1989, 1991)

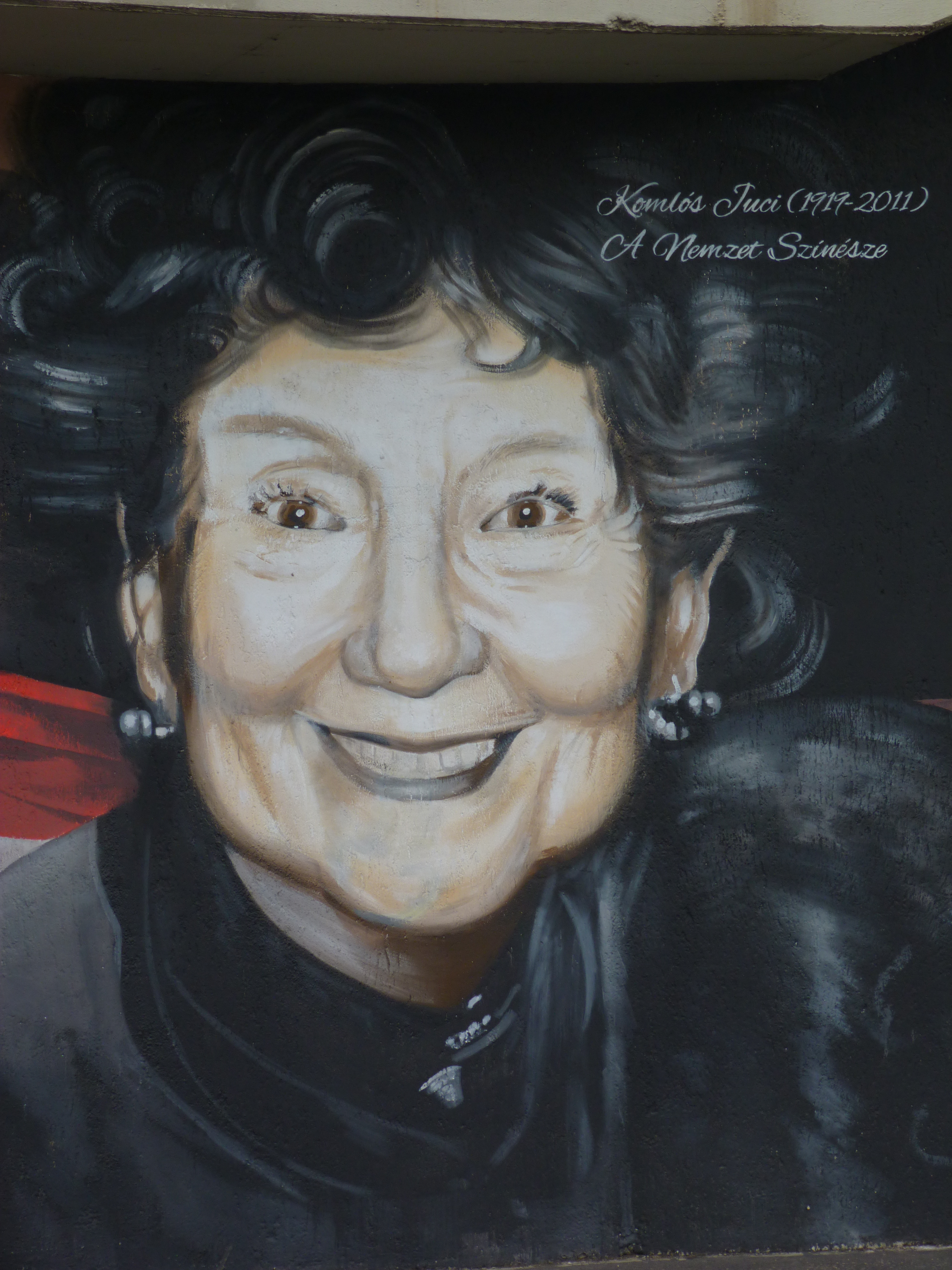
Falkép (graffiti) a Rákóczi híd pesti hídfőjénél

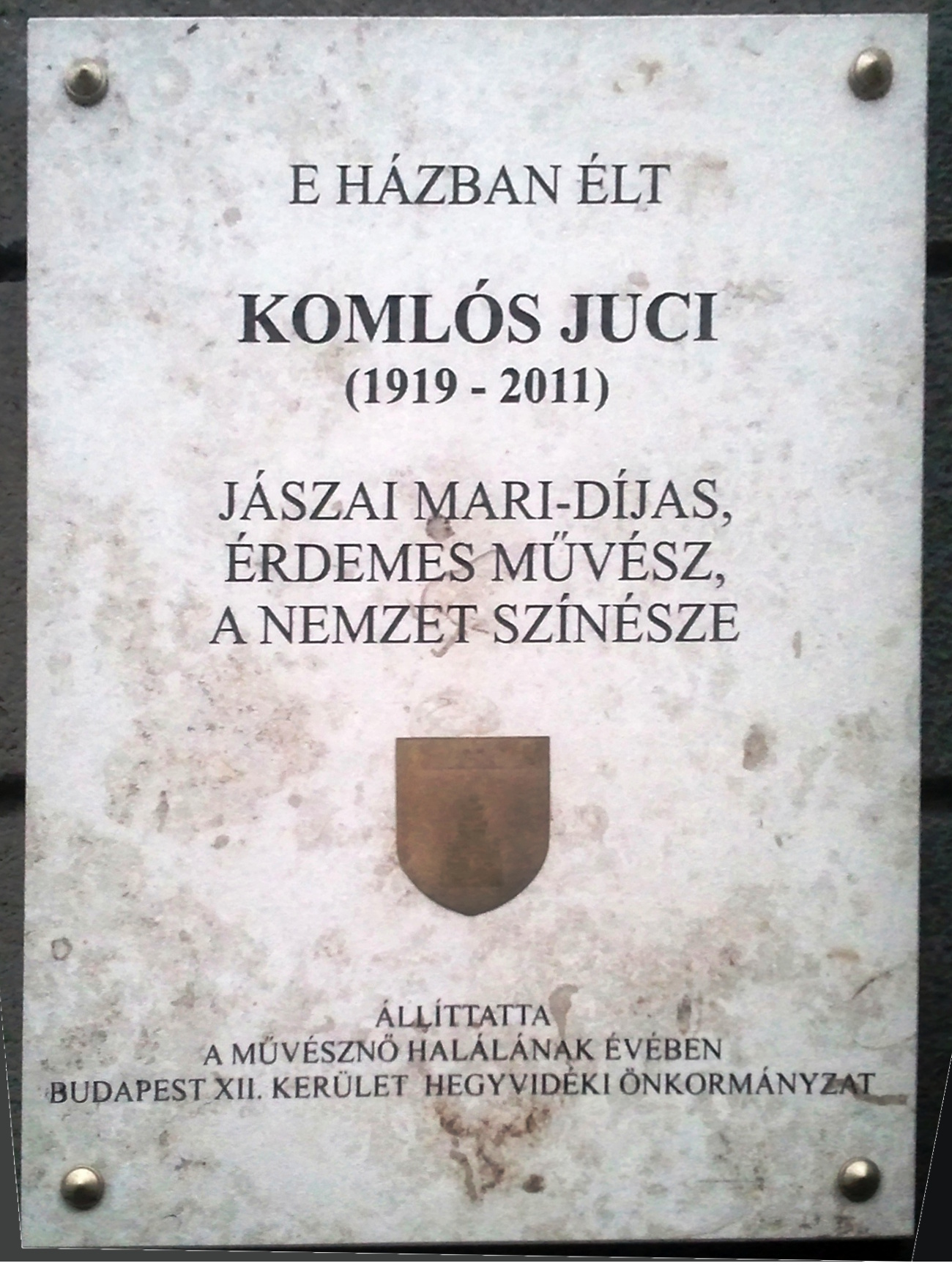
Emléktáblája Budapesten a
Városmajor utca 49.

- A Magyar Köztársasági Érdemrend kiskeresztje (1994)
- Örökös tag a Halhatatlanok Társulatában (1998)
- Déryné-díj (1999)
- A Nemzet Színésze (2002)
- Pestszentlőrinc–Pestszentimre díszpolgára (2004)

## Emlékezete
- 2012. március 25-én, a Nemzeti Színház megnyitásának 10. évfordulóján adták át a nemzet színészeit ábrázoló falképet (graffiti) a Rákóczi híd pesti hídfőjénél.
- 2021-ben közterületet neveztek el róla Budapest II. kerületében. A színésznő emlékét őrzi a Józsefhegyi utca 26. és 28/a közötti rész.[33]